# Пандемия (настольная игра)
Пандемия — немецкая настольная игра, созданная Мэттом Ликоком (Matt Leacock) и изданная компанией Z-Man Games в 2008 году.
Легенда игры «Пандемия» гласит, что 4 опасных заболевания распространяются по земному шару. В игре могут участвовать от 2 до 4 игроков, каждый из которых выполняет одну из ролей: диспетчер, медик, учёный, исследователь и строитель. Отличие «Пандемии» от большинства настольных игр в том, что это игра, направленная на взаимодействие, а не на соперничество. Совместными усилиями игроки должны открыть лекарства от всех болезней раньше, чем наступит одно из условий проигрыша.

## Поле игры
Поле игры представляет собой карту Земли. На поле отмечены города, поделенные на 4 группы: красная группа примерно соответствует Азии, за исключением Индии; чёрная — Ближнему Востоку; жёлтая — Африке, а также Южной и Центральной Америке; синяя — Европе и Северной Америке. Двадцать четыре кубика болезней каждого из четырёх цветов в процессе игры будут размещаться в городах, отображая уровень распространения заразы. Красные линии между городами символизируют возможные маршруты перемещения. Карты инфекций, открываемые в процессе игры, показывают точки появления инфекции.
На карте есть специально отведённые места для колоды карт и для сброса.
Карты игроков бывают трёх видов: карты с названиями городов, используемые для перемещения и исцеления; карты «Особых событий», позволяющие осуществлять однократные действия; и карты «Эпидемия», которая, при входе в игру, немедленно повышает уровень распространения инфекции.
Помимо этого на поле нарисованы шкалы «Вспышки» и «Распространение болезни».
И, наконец, в нижней части игрового поля «Пандемии» расположены поля для 4 лекарств, показывающих, открыты ли уже средства от болезней.

## Подготовка к игре
Подготовка к игре в «Пандемию» достаточно сложна.
1. Положите игровое поле в центр стола в досягаемости всех игроков.
2. В начале игры в вашем распоряжении одна научная станция. Поставьте станцию в Атланту.
3. Перемешайте карточки ролей и раздайте всем игрокам по одной роли. Игроки берут свои фишки (цвет фишки определяется ролью) и также отправляются в Атланту. Лишние роли и фишки можно убрать обратно в коробку, в процессе игры они больше не понадобятся.
4. Поместите счётчик вспышек на отметку «0» шкалы вспышек, а счётчик скорости распространения инфекции на первую отметку («2») соответствующей шкалы. Жетоны лекарств положите на отведённые для этого места.
5. Рассортируйте кубики по цветам и положите их рядом с полем.
6. Выберите 6 карт эпидемии и отложите их в сторону на первое время.
7. Перемешайте игровую колоду и раздайте 4/3/2 карту 2/3/4 игрокам. (Например: по две карты каждому игроку если играют четверо)
8. Разложите оставшиеся карты из колоды в 4/5/6 стопок в зависимости от желаемого уровня сложности (лёгкий/нормальный/сложный):
  1. Лёгкая игра — 4 стопки. (Используйте этот уровень сложности, если большинство играет впервые)
  2. Нормальная игра — 5 стопок.
  3. Сложная игра — 6 стопок.
9. В каждую из стопок замешайте одну карту эпидемии. Положите стопки друг на друга (для соблюдения баланса мы рекомендуем складывать колоду так, чтобы самая маленькая колода оказалась в итоге самой нижней, а самая большая — самой верхней). Получится колода полезных карт, которой вы и будете играть; положите её на игровое поле в отведённое для этого место. Оставшиеся карты эпидемии уберите обратно в коробку.
10. Перемешайте колоду карт заражения (инфекций) и положите её на игровое поле.
11. Перед началом игры несколько городов уже заражены. Выберите их следующим образом:
  1. Откройте 3 верхние карты из колоды заражения (инфекций). В каждый из открытых городов поместите по 3 кубика заражения того же цвета, что и карта;
  2. Откройте еще 3 карты заражения, в эти 3 города положите по 2 кубика;
  3. Откройте еще 3 карты заражения, в эти 3 города положите по 1 кубику.
  4. Все открытые карты заражения положите в область сброса карт заражения.

## Роли
В «Пандемии» есть 7 ролей игроков (в старой версии 5):
- Диспетчер: Во время своего хода может перемещать фишки других игроков, как свои собственные. (При использовании действия «Чартерный рейс», он должен сыграть карту города, соответствующую текущему положению перемещаемой фишки.) А также может одним действием переместить любую фишку в город, где уже находится кто-то из игроков.
- Врач: Может одним действием полностью вылечить город, в котором находится. В случае, когда для болезни уже найдено лекарство, для излечения города действие тратить не требуется, и сделать это можно во время хода любого из игроков (например, если лекарство открыли уже после того, как Медик остановился в городе).
- Учёный: Может изобрести лекарство при наличии четырёх (а не пяти) карт одного цвета.
- Исследователь: Может за одно действие отдать другому игроку любую карту с руки, в том числе и во время не своего хода. Оба игрока, участвующие в «обмене знаниями», должны при этом находиться в одном городе.
- Инженер: Может построить исследовательскую лабораторию в городе, в котором находится. Карта города при этом ему не нужна.
- Эксперт по чрезвычайным ситуациям: Может потратить действие для того, чтобы взять из сброса карт игроков любую карту события и положить её на свою карту роли.
- Специалист по карантину: Предотвращает вспышки и обнаружения болезней в том городе, где находится, а так же во всех городах, соединённых с его местом пребывания.

## Ход игры
Ход игрока в Пандемии состоит из трёх фаз:
1. Действия.
2. Набор карт.
3. Инфицирование.

### 1. Действия
В эту фазу игроки используют свои карты и способности чтобы найти вакцины и не дать населению всей планеты погибнуть от инфекции. Действия бывают двух типов: обычные и специальные.
Обычные действия — это различные виды перемещений. Их в игре четыре. Одно из них (переезд) представляет собой обычное перемещение, а три остальные — это различные варианты «телепортации», требующие использования игровых карт.
Переезд. Требует одно действие. Не требует затрат карт. При переезде фишка игрока перемещается в любой соседний город по линиям, соединяющей города на игровом поле.
Перелёт. Требует одно действие и использование карты. Фишка игрока переносится в город, указанный на сыгранной карте. Как видно, полезность этого действия зависит от наличия в руке у игрока подходящих карт.
Чартерный рейс. Требует одно действие и использование карты города, в котором игрок находится. С помощью чартерного рейса можно переместиться в любой город на планете. Однако совершаются такие рейсы относительно редко, так как для совершения этого действия необходимо находиться в городе, указанном на одной из находящихся в руке у игрока карт.
Служебный рейс. Требует одно действие. Не требует затрат карт. Служебный рейс позволяет игрокам перемещаться между исследовательскими лабораториями. Поскольку в начале игры лаборатория на игровом поле всего одна, это действие неприменимо пока не будет построена хотя бы ещё одна.
Также игрок может не совершать вообще никаких действий или совершить их столько, сколько считает нужным (разумеется, не больше четырёх).
Персонаж «Диспетчер» в свой ход может перемещать фишки других персонажей (с согласия их владельцев) по обычным правилам базовых действий. А также за одно действие перемещать фишку любого игрока в город, в котором находится любой другой персонаж.
Специальные действия не связаны с перемещением и помогают непосредственно бороться с эпидемией. Их также четыре.
Строительство исследовательской лаборатории. Это действие работает так же как и «Чартерный рейс» — игрок использует карту города, в котором находится его персонаж, и в этом городе появляется исследовательская лаборатория. При этом игрок должен находиться в городе, где будет построена лаборатория.
Персонаж «Строитель» может строить лабораторию в любом городе. Использовать карты ему нет необходимости (при этом строительство лаборатории по-прежнему стоит 1 действие).
Строить лабораторию обычно имеет смысл тогда, когда один из игроков накопил достаточно для создания вакцины карт и через 1—2 хода сможет прийти в город с исследовательской станцией и изобрести лекарство от болезни.
Создание вакцины. Чтобы совершить это действие игрок должен находиться в городе с исследовательской лабораторией, и иметь в руке 5 карт одного цвета. Тогда за одно действие можно использовать эти пять карт и создать вакцину от болезни соответствующего цвета.
Персонажу «Учёный» требуется всего лишь 4 карты одного цвета, чтобы найти лекарство.
Борьба с болезнью. Находясь в заражённом городе, игрок может потратить одно действие, чтобы удалить из города один жетон болезни любого цвета. Если от какого-то вируса уже найдена вакцина, игрок может удалить все жетоны этой болезни из города за 1 действие.
Персонаж «Медик» всегда удаляет из города все жетоны одного цвета за 1 действие. А если от вируса уже найдена вакцина, жетоны соответствующей болезни автоматически удаляются из города, в который приходит медик.
Борьба с болезнью также приобретает особый смысл в том случае, когда от неё уже найдена вакцина. Если все жетоны такой болезни будут удалены с игрового поля, болезнь считается полностью излеченной и карты этой болезни больше не наносят никакого вреда — если такая карта вскрывается в фазу инфекции или после выпадении карты эпидемии, она просто сбрасывается, что снижает риск наступления вспышек инфекции.
Обмен опытом. Потратив одно действие, игрок может передать 1 карту другому игроку (или получить 1 карту от другого игрока). При этом оба игрока должны находиться в одном и том же городе, и этот же город должен быть указан на карте, которая передаётся.
Персонаж «Исследователь» может передавать любую карту игроку, находящемуся в одном с ним городе.

### 2. Набор карт
Фаза набора карт заключается в том, что совершивший 4 (или меньше) действий игрок набирает две карты из колоды. Если при этом в руке у игрока образуется более 7 карт, лишние карты должны быть немедленно сброшены. Помимо обычных игровых карт, на которых указаны изображённые на игровом поле города, в колоде встречаются особые карты событий, облегчающие игрокам задачу, а также карты эпидемии, от количества которых зависит сложность игры. Если в фазу набора карт колода заканчивается, это означает, что партия в Пандемию проиграна.

### 3. Инфицирование
В эту фазу игрок вскрывает карты из колоды инфекции в количестве, равном значению счётчика распространения инфекции (в начале игры — 2, затем это значение может достигнуть 4-х) и помещает по одному жетону болезни в города, указанные на этих картах.
Четыре игровых действия обычно совершаются довольно быстро, и ожидать своего хода не приходится даже при игре вчетвером.
Таким образом, каждый игрок в свой ход старается во имя общего блага, но его усилия могут быть нивелированы в фазу инфекции. Самое интересное же начинается когда из колоды вскрывается карта эпидемии. В этом случае уровень распространение инфекции увеличивается на 1, из колоды инфекции вскрывается нижняя карта и в указанный на ней город сразу же помещаются три жетона инфекции. После этого стопка сброса инфекции тщательно перемешивается и кладётся сверху колоды инфекции. Это очень важный момент — теперь болезни будут проявляться в тех городах, которые уже были заражены в ходе текущей партии. И, не забудьте, поскольку карта эпидемии может выпасть в фазу набора карт, за ней следует ещё и фаза инфекции. Так что последствия эпидемии могут тут же проявиться в виде парочки вспышек эпидемии.
Вспышки инфекции случаются когда в город необходимо добавить новый жетон болезни, а в городе уже имеются три жетона болезни этого цвета. В этом случае значение счётчика вспышек эпидемии увеличивается на единицу, а во все соседние города добавляется один жетон болезни соответствующего цвета. Имейте в виду, одна-единственная вспышка эпидемии может привести к цепной реакции, в результате которой эпидемия может охватить целый регион. Бывает так, что победа или поражение зависит только от того, когда вскроется карта эпидемии.

## Карты событий
В игре есть 5 «бонусных» карт - карт событий. Игрок, получивший такую карту, может сыграть её в любой момент, и для этого ему не требуется тратить действие.
- Воздушная перевозка — позволяет переместить любую фишку в любой из городов на карте.
- Иммунитет — позволяет выбрать любую карту из стопки сброса инфекций и удалить её из игры.
- Правительственные субсидии — позволяет открыть лабораторию в любом городе на карте, карта города при этом не нужна.
- Спокойная ночь — следующий игрок пропускает фазу инфицирования.
- Прогноз — позволяет открыть 6 верхних карт из колоды инфекции, расположить их в любом желаемом порядке и вернуть на верх колоды.

## Условия победы и поражения
Игра немедленно заканчивается в случае наступления любого из следующих условий:
- город оказывается поражён болезнью, но все 24 жетона этой болезни уже выложены на игровое поле;
- случается восьмая вспышка эпидемии;
- заканчивается игровая колода.

Чтобы выиграть партию в Пандемию игрокам необходимо найти вакцины от всех четырёх болезней. Излечить все города от инфекции не требуется, так как игра немедленно завершается, как только будет найдена четвёртая вакцина.
Поскольку в колоде всего 59 карт, партия в Пандемию может состоять максимум из 30 ходов. За это время игрокам нужно успеть собрать четыре коллекции по пять карт одного цвета (или из четырёх, если в игре участвует Учёный). Одновременно нужно не допустить появления на поле более 24-х жетонов одной болезни и следить за тем, чтобы не произошло более семи вспышек эпидемии. Такие условия заставляют игроков очень тесно взаимодействовать и обсуждать буквально каждый ход! Встроенный в игру таймер определяет также и продолжительность партии — одна игра в Пандемию длится меньше часа, а если игрокам не повезёт, человечество может погибнуть даже за 20-30 минут.

## Расширения игры
К игре «Пандемия» выпущено расширение «На грани», включающее в себя:
- несколько новых ролей (в том числе переопределённую роль «Организатора»)
- несколько новых бонусных карточек
- седьмую карточку «Эпидемия» (позволяющую играть на более высоком уровне сложности)
- три сценария игры, в том числе один — с ролью «Биотеррориста», играющего против остальных игроков

Также к этой игре выпущено дополнение "В лаборатории". Оно добавляет в игру:
- три сценария к игре: в лаборатории, одиночная игра, командная игра
- несколько новых ролей и улучшенных старых, специально к режиму "В лаборатории"
- несколько новых карт событий

## Награды
- 2008 Games 100 — Лучшая семейная игра.
- 2008 Meeples Choice Award — Игра Года.2009 BoardGameGeek Golden Geek — Лучшая семейная игра
- 2008 BoardGamer.ru — рекомендована.
- 2008 International Gamers Awards — номинант.
- 2008 французская премия Tric Trac — d’argent (серебро) в номинации «Игра года»[2].
- 2009 Gouden Ludo — Победитель.
- 2009 Prêmio JoTa — Лучшая кооперативная игра.
- 2009 Boardgames Australia Awards Winner — лучшая игра на мировом рынке.
- 2009 Origins Awards — Настольная игра года.
- 2009 Spiel des Jahres — номинант.
- 2009 Golden Ace — номинант.
- 2009 канадская премия Les Trois Lys — финалист номинации «Лилия для искушённых настольщиков»[3].